# Оскар (кинопремия)
Пре́мия Америка́нской акаде́мии кинематографи́ческих иску́сств и нау́к (англ. Academy Awards, дословно — «премия Академии»), с 1940-х годов известная как «О́скар» (англ. Oscar), — американская кинопремия, основанная в 1929 году и традиционно вручаемая деятелям киноискусства за их вклад в создание кинофильмов. Церемония награждения проводится ежегодно в Лос-Анджелесе, в театре «Долби», и транслируется в прямом эфире в десятках стран мира.
Награда, задуманная главой американской киностудии «Metro-Goldwyn-Mayer» Луисом Бартом Майером в 1929 году для поощрения деятелей кино, внёсших значительный вклад в кинематограф США и его развитие, является одной из старейших регулярных и ныне действующих кинопремий в мире.
Правила её вручения и принципы голосования неоднократно изменялись. Регламент выбора победителей не раз подвергался критике, а члены Академии обвинялись в коррупции — невзирая на это, «Оскар» остаётся самой значительной и престижной кинопремией в мире.

## История создания

### Предыстория: основание Академии
Идея создания в США Академии появилась у могущественного главы компании Metro-Goldwyn-Mayer Луиса Б. Майера в ноябре 1926 года. Основной причиной основания Академии стало объединение в союз всей киноиндустрии Америки, когда девять ключевых кинокомпаний страны и пять союзов подписали «Базовое соглашение киностудий». Однако это соглашение относилось только к техническим работникам, а креативные группы, режиссёры, сценаристы и актёры всё ещё соблюдали условия стандартных контрактов.
Незадолго до того, как монтажёры, композиторы, художники-постановщики и прочие работники кино основали собственные гильдии, Майер решил вступить в дело и в декабре 1926 года встретился с тремя лидерами отрасли: актёром Конрадом Найджелом, режиссёром Фредом Нибло и главой Ассоциации кинопродюсеров США Фредом Битсоном. Все они задумали разработку организации, которая выступала бы посредником в различных трудовых конфликтах и улучшала реноме Голливуда во всём мире путём помощи офису Хейса в контроле спорного контента на киноэкране.
При поддержке коллег Майер назначил самого себя главой комитета по отбору членов будущей организации. 11 января 1927 года он пригласил 36 лидеров отрасли на официальное собрание в отеле «Амбассадор». Майер предложил назвать Академию «Международной», а в её состав утверждать только тех, кто сделал выдающийся вклад в искусство и науку кинопроизводства. Тем не менее его адвокаты посоветовали убрать слово «Международная» из названия ассоциации. Вскоре Академия стала официально именоваться «Академией кинематографических искусств и наук».
1. Академия примет агрессивное участие в митингах против несправедливых действий, связанных с кинематографом.
2. Академия будет способствовать гармонии и солидарности среди её состава и других отраслей.
3. Академия постарается согласовывать внутренние разногласия, которые уже существуют или будут возникать.
4. Академия будет прибегать к таким путям и средствам, которые бы подошли для дальнейшего благополучия, защиты чести и хорошей репутации кинопрофессий.
5. Академия собирается поощрять улучшение и продвижение искусств и наук кинопрофессий путём обмена конструктивными идеями и награждением специальными премиями за отличительные достоинства.
6. Академия примет меры для разработки крупной силы и влияния киноэкрана.
7. Академия предлагает делать для кинопрофессий то, что остальные международные организации делают для других искусств, наук и отраслей промышленности.

4 мая 1927 года Академия стала легальной корпорацией. Произошло это, когда правительство штата Калифорния предоставило ей некоммерческий статус. Тогда же тридцать шесть её членов избрали первых должностных лиц: актёр Дуглас Фэрбенкс стал президентом, а сценарист Фрэнк Вудс — секретарём. За счёт собственной киностудии Майер созвал 300 человек на банкет, организованный в отеле «Билтмор». Там Фэрбенкс произнёс длительную речь, в ходе которой подчеркнул, что киноэкран и все зрители находятся под огромным и тревожным облаком цензуры и презрения.

### «Награды за заслуги»
Между тем шла подготовка к первой церемонии награждения «Наградами за заслуги» (англ. Merit Awards). Фэрбенкс заострил внимание членов Академии на том, что эта премия будет высочайшим достижением из тех, которых только можно достичь в кинопрофессии. В июле 1928 года комитет «Отличительных наград» предложил следующую систему голосования:
1. Каждый член будет голосовать в той номинации, к которой имеет отношение по долгу службы (актёр — в мужской и женской роли, режиссёр — в режиссёрской работе).
2. Коллегия судей из каждого профессионального отдела подсчитает голоса.
3. И, наконец, центральный совет судей с одним человеком от каждого профессионального отдела выберет победителей.

Сразу же возникли споры по поводу того, какого рода фильмы должны быть отмечены. Первым скандальным решением Академии было выдвинуть в нескольких номинациях одну из первых звуковых лент в мире, премьера которой произвела эффект разорвавшейся бомбы — «Певец джаза». На тот момент существовало две самые престижные категории, ни в одной из которых «Певец джаза» не мог быть номинированным: «Лучшее производство» («наиболее выдающейся картине, объединившей все лучшие элементы») и «Уникальное художественное исполнение» («лучшей продюсерской компании или отдельному продюсеру»).
15 февраля 1929 года, накануне первой церемонии вручения, центральный совет судей заседал всю ночь. В конце концов, они решили наградить статуэткой за уникальное художественное исполнение драму Кинга Видора «Толпа». Однако Луис Майер был категорически против ввиду слишком мрачного тона фильма. Кроме того, он боялся обвинений в фаворитизме, так как созданием «Толпы» занималась его MGM. Он же предложил наградить картину Фридриха Мурнау (на тот момент уважаемого в Голливуде режиссёра) «Восход солнца». Судьи прислушались к Майеру и уже на следующий день, в специальном бюллетене, выпускаемом Академией, были опубликованы результаты голосования.

### Название
Впервые слово «Оскар» было использовано на 6-й церемонии вручения премии. По сей день точно не известно, кто дал ей это прозвище. Версии разнятся:
- Актриса Бетт Дейвис неоднократно заявляла, что она была первым человеком, кто прозвал статуэтку «Оскаром», так как она напоминала ей её тогдашнего супруга Хармона Оскара Нельсона[7].
- Библиотекарь Маргарет Херрик[англ.], позже принявшая на себя полномочия исполнительного секретаря Академии, рассказывала, что следующий случай произошёл с ней прямо в её первый день работы, в 1931 году[7]. После того, как она впервые взяла в руки статуэтку, она посмотрела на неё очень пристально, и воскликнула: «Да это же мой дядя Оскар!» (Оскар Пирс, на самом деле, был её троюродным братом, а не дядей)[7]. Обозреватель Сидни Сколски, присутствовавший при этом, написал об этом в своей газете, в самом конце упомянув: «Сотрудники Академии ласково кличут свою знаменитую статуэтку „Оскаром“»[7].
  - Однако, согласно Сколски, он был первым использовавшим это слово по следующей причине: «Я устал писать о безликой статуэтке в своей статье. Я хотел дать парню имя не только для того, чтобы было легче писать, но и дабы предоставить ему личность. Я подумал, что „Оскар“ не будет слишком величавым, коими являлись церемонии»[7].

Сама статуэтка была создана скульптором Джорджем Стэнли, а её дизайн разработан художником-постановщиком кинокомпании MGM Седриком Гиббонсом. Гиббонс сделал набросок рыцаря, стоящего на катушке киноленты и держащего в руках обоюдоострый меч. Согласно легенде, он набросал эскиз в блокноте во время одного из нудных собраний. В качестве модели он выбрал Эмилио Фернандеса. Пять отверстий на основании катушки представляли собой пять отделов Академии: продюсеров, сценаристов, режиссёров, актёров и техников. Поначалу «Оскары» печатались на листах, после чего изготавливались в золоте. Стэнли воплотил дизайн Гиббонса в глине, а Алекс Смит отливал статуэтки из сплава олова и меди, после чего золотил. Статуэтка «Оскар» в высоте достигает 33,5 сантиметра и весит примерно 3,5—3,85 кг. Она изготавливается из покрытого золотом сплава британия и покоится на постаменте из чёрного мрамора.
Сценаристка Фрэнсис Марион, выигравшая «Оскары» за фильмы «Казённый дом» и «Чемпион», вспоминала в своих мемуарах, что тогда статуэтка выглядела немного дилетантски, однако она видела в ней идеальный символ кинобизнеса:
Могущественное атлетическое тело сжимает блестящий меч с половиной своей головы — той половиной, где содержатся мозги. Те, кто никогда не выигрывал „позолоченную честь“, уничижительно обращаются к нему „Оскар“.
Во время Второй мировой войны вместо металлических статуэток использовались гипсовые, так как металл нужен был на фронте. После окончания военных действий Академия вернулась к золоту. Победители награждались премией безо всяких взносов, из-за чего Академия была вынуждена делать дополнительные дубликаты на случай потери, кражи или продажи.
Чтобы избежать дефицита, Академия, помимо собственного производства, ежегодно заказывала 50 статуэток в компании Southern California Trophy, изготовлявшей статуэтки в 1930—2015 годах. Хотя всего существует 24 номинации, бывали случаи, когда премия по результатам голосования разделялась между двумя актёрами, сценаристами или техниками, кроме того, есть почётные «Оскары», вручающиеся за общие заслуги в области кинематографа. Подсчёт максимального числа наград, которые могут быть вручены, стартует сразу же после объявления номинаций в театре Сэмюэля Голдвина.

## Номинации

### История
В первый год существования премии руководство Академии сообщило всем членам, что проголосовать они должны до 15 августа 1928 года. Пятью коллегиям судей, по одной из каждого отдела Академии, было поручено рассмотреть все номинации. Десять номинантов, получивших наибольшее количество голосов, были специально отобраны, а в шорт-лист попало всего трое. Затем центральный совет судей определял победителей, чьи имена были названы в срочном порядке. В те времена лауреаты премии назывались заранее, до церемонии вручения.
Победа Мэри Пикфорд в номинации «Лучшая женская роль» за фильм «Кокетка», который видели тогда всего несколько человек, вызвала разочарование сообщества и возмущение кинокритиков. Как говорили, Пикфорд выиграла только из-за того, что обладала статусом звезды немого кино, хотя другие номинанты (Рут Чаттертон, «Мадам Икс» и Джинн Иглс, «Письмо»), выглядели более достойными награды.
Результатом скандала стала реформа номинаций «Оскара» и изменение процесса голосования: теперь номинантов в шорт-лист отбирали представители всех отделов Академии, а за победителя голосовал весь её членский состав. Тем не менее, эта процедура также подверглась критике, когда в 1935 году актриса Бетт Дейвис не была номинирована за актёрский прорыв в фильме «Бремя страстей человеческих». Критики были в восторге от её перевоплощения, статья в журнале Life резюмировала: «Дейвис показала лучшее перевоплощение из тех, что когда-либо воплощались на киноэкране американской актрисой». Однако мрачная тональность фильма повлияла на кассовые сборы — в итоге почти никто из членов Академии не смотрел картину. Журнал The Hollywood Reporter был настолько ошеломлён такой несправедливостью, что решил не стоять в стороне. Академия была забросана письмами от голливудских знаменитостей с требованием дать актрисе заслуженный шанс. Бетт Дейвис поддержала и потенциальная конкурентка Норма Ширер, номинированная за фильм «Барретты с Уимпол-стрит».
Через несколько дней после того, как были объявлены номинанты, президент Академии Говард Эстабрук сделал следующее заявление: «…комитет принял решение изменить правила голосования, чтобы дать человеку неограниченную возможность сделать свой личный выбор». В феврале 1935 года членам Академии, путём вписывания дополнительного кандидата, было официально разрешено выбирать того, кто впечатлил их больше всего. Сразу же после сообщения о том, что Бетти Дейвис всё-таки вошла в шорт-лист и может посетить грядущую церемонию, остальные номинантки за лучшую женскую роль, включая победительницу Клодетт Кольбер, отказались прийти на мероприятие.

### Основные номинации
В настоящее время премия «Оскар» вручается по 23 основным номинациям:

| Номинация                                    | Английское название               | С какого года существует |
| Лучшая режиссура                             | Best Director                     | 1929                     |
| Лучшая операторская работа                   | Best Cinematography               | 1929                     |
| Лучшая мужская роль                          | Best Actor in a Leading Role      | 1929                     |
| Лучшая мужская роль второго плана            | Best Actor in a Supporting Role   | 1937                     |
| Лучшая женская роль                          | Best Actress in a Leading Role    | 1929                     |
| Лучшая женская роль второго плана            | Best Actress in a Supporting Role | 1937                     |
| Лучший адаптированный сценарий               | Best Adapted Screenplay           | 1929                     |
| Лучший оригинальный сценарий                 | Best Original Screenplay          | 1941                     |
| Лучший монтаж                                | Best Film Editing                 | 1935                     |
| Лучший фильм                                 | Best (Motion) Picture             | 1929                     |
| Лучший анимационный полнометражный фильм     | Best Animated Feature             | 2002                     |
| Лучшая работа художника-постановщика         | Best Production Design            | 1929                     |
| Лучший дизайн костюмов                       | Best Costume Design               | 1949                     |
| Лучший документальный короткометражный фильм | Best Documentary Short Subject    | 1943                     |
| Лучшая музыка                                | Best Original Score               | 1935                     |

| Номинация                                    | Английское название         | С какого года существует |
| Лучшая песня                                 | Best Original Song          | 1935                     |
| Лучшие визуальные эффекты                    | Best Visual Effects         | 1940                     |
| Лучший грим                                  | Best Makeup                 | 1982                     |
| Лучший звук                                  | Best Sound                  | 1930                     |
| Лучший фильм на иностранном языке            | Best Foreign Language Film  | 1957                     |
| Лучший анимационный короткометражный фильм   | Best Animated Short Film    | 1932                     |
| Лучший художественный короткометражный фильм | Best Live Action Short Film | 1932                     |

В феврале 2024 года Академия объявила о появлении новой номинации на премию «Оскар»: начиная с 2026 года награда будет вручаться за лучший кастинг в фильме.
В апреле 2025 года Академия объявила об учреждении номинации «Лучший дизайн трюков», награда за который впервые будет вручена в 2028 году на 100-й церемонии вручения премии «Оскар».

### Специальные номинации
Помимо основных номинаций, «Оскар» также вручается в шести специальных номинациях. Его обладатели определяются специально созданным комитетом Академии и вручаются вне основной церемонии.
- Мемориальная награда имени Ирвинга Тальберга, вручаемая за выдающийся продюсерский вклад в развитие кинопроизводства.
- Гуманитарная награда имени Джина Хершолта, вручаемая персоне, так или иначе связанной с кинематографом, за выдающиеся гуманистические достижения.
- Почётный «Оскар», вручаемый за выдающийся вклад в развитие киноискусства и за заслуги перед Академией.
- «Оскар» за научные и технические достижения.
- Премия «Оскар» за особые достижения за достижения, для которых не существует отдельных категорий, или для которых не было постоянной ежегодной категории.
- Награда имени Гордона Сойера за научно-технические достижения.

### Устаревшие номинации
В первые годы существования «Оскара» режиссёры номинировались в двух категориях: «Лучший режиссёр драмы» и «Лучший режиссёр комедии». Аналогично, на «лёгкую» и «серьёзную», подразделялась работа композиторов. В 1930-х — 1960-х годах премия за лучший фильм, а также за лучшую работу художника и дизайнера по костюмам отдельно вручалась за чёрно-белое и цветное кино. Также в разные годы существовали номинации, которые затем были упразднены.
- Лучший звуковой монтаж — с 1964 по 2020 год.
- Лучший помощник режиссёра — с 1934 по 1938 год.
- Лучшая хореография — с 1936 по 1938 год.
- Лучшие технические эффекты — в 1929 году.
- Лучшая музыка — адаптация или аранжировка.
- Лучший цветной короткометражный фильм — с 1937 по 1938 год.
- Лучший короткометражный фильм, снятый вживую на 1 бобину / 2 бобины — с 1937 по 1957 год.
- Лучший новаторский короткометражный фильм — с 1932 по 1936 год.
- Лучший оригинальный литературный первоисточник — с 1929 по 1957 год.
- Лучшие титры — в 1929 году.
- Лучшее уникальное и художественное качество исполнения — в 1929 году.
- Молодёжная награда Академии — с 1935 по 1961 год.
- Лучший документальный фильм — в 1943 году.

## Правила

### Голосование
…Я буду неудовлетворен до тех пор, пока не окажусь в потоке света перед камерой с благодарственной речью. Вы понимаете, о чём я… Я не знаю, каким образом я добуду «Оскара» и что мне придется для этого сделать. Да, такой я тщеславный!
Академия состоит, по данным на начало 2018 года, из более чем 7000 членов с правом голоса, разделённых по 17 различным гильдиям. Самой многочисленной гильдией является актёрская (1311 голосующих участников). Каждая гильдия голосует по своей категории (актёры выбирают лучшую актрису, лучшего актёра, лучшую актрису второго плана, лучшего актёра второго плана и т. д.). Специальные группы голосования вне Академии создаются для выбора номинантов и победителей в категориях «Лучший документальный фильм», «Лучший фильм на иностранном языке», «Лучший грим», «Лучшие короткометражные фильмы», «Лучший монтаж звука» и «Лучшие специальные эффекты».
Все члены Академии голосуют только по одной категории — «Лучший фильм».

### Номинирование
Официальное название Премия академии за заслуги (англ. Academy Awards of merit). Премия отмечает выдающиеся заслуги и вклад в искусство за создание фильмов, находившихся в кинопрокате календарного года, за который вручается премия, согласно правилам в указанных номинациях. Согласно правилам, премию могут получить фильмы, находившиеся в кинопрокате на территории округа Лос-Анджелес не менее семи дней подряд в календарный год, за который вручается премия. Например, 80-я церемония вручения премии проводилась в 2008 году и в качестве номинантов премии могли рассматриваться картины, бывшие в прокате с 1 января по 31 декабря 2007 года.
- Номинантами могут стать картины длительностью не менее 40 минут (кроме случая короткометражных картин), снятые в следующих форматах:
  - на 35 мм или 70 мм плёнку;
  - 24 / 48 кадров в секунду с прогрессивной развёрткой с разрешением не менее 2048x1080, соответствующих стандарту ST 428-1:2006 D-Cinema Distribution Master[13].

### Стандарты по разнообразию
В 2020 году Академия ввела стандарты по разнообразию (англ. diversity standards), вводящие квоты для людей из недопредставленных групп, таких как афроамериканцы, представители ЛГБТ и женщины. Стандарты созданы по образцу аналогичных стандартов Британского института кино, введённых в 2020 году для премии BAFTA
Стандарты состоят из четырёх частей:
- A. наличие представителей меньшинств среди актёров или в тематике фильма;
- B. наличие представителей меньшинств среди съёмочной группы фильма;
- C. предоставление представителям меньшинств стажировок в компании-производителе фильма;
- D. наличие представителей меньшинств среди руководства компании.

В 2022 и 2023 годах фильмам, претендующим на «Оскар» в номинации «Лучший фильм», нужно было предоставить отчёт о соблюдении этих стандартов; с 2024 года для номинирования в этой категории они должны соответствовать хотя бы двум из четырёх стандартов. Для соревнования в других номинациях выполнение стандартов не требуется.
Например, для соответствия стандарту A достаточно наличия одного афроамериканского актёра в главных ролях (например, как в фильме «Джокер», в котором сыграли преимущественно белые актёры, но возлюбленную главного героя сыграла Зази Битц — наполовину афроамериканка), а для соответствия стандарту B достаточно наличия среди руководителей отделений съёмочной группы двух представителей меньшинств (например, как в фильме «Ирландец», где пробами руководила  Эллен Льюис — женщина, а кинооператором был  Родриго Прието — мексиканец).
При этом и старые, уже снятые фильмы могут соответствовать достаточному числу стандартов, а именно стандарты C и D относятся не к самому фильму, а к киностудии, и им соответствует большинство современных крупных киностудий Голливуда. Как отмечает «The New York Times», стандарты по разнообразию мало что изменят с точки зрения фильмов, претендующих на «Оскар»; они играют роль мотивации, чтобы киностудии обратили больше внимания на вопросы разнообразия.

## Церемонии награждения
Впервые церемония вручения премии «Оскар» по версии Академии состоялась в 1929 году на закрытом банкете Академии в отеле «Рузвельт» в Лос-Анджелесе. В 1930 году состоялась первая радиотрансляция церемонии, а в 1953 году — первая телевизионная трансляция. Начиная с 2002 года церемония проводится в театре «Долби» (до 2012 года носил название «Кодак»). Около 70 лет подряд церемония проводилась в конце марта—начале апреля. Однако начиная с 2004 года совет Академии сдвинул церемонию на конец февраля—начало марта, решив, что такое расписание в лучшей мере сохраняет интерес к церемонии среди других кинематографических премий и фестивалей.

### Красная дорожка
Меня не беспокоит, что у меня нет «Оскара», но я бы солгал, сказав, что абсолютно к нему равнодушен. Всё-таки «Оскар» — знак признания.
Красная дорожка носит церемониальный характер, здесь проходит дефиле кинозвёзд, приглашённых на церемонию, и демонстрирующих драгоценности и наряды «от-кутюр». Её длина — около 150 метров, ширина — около 10. Она состоит из нескольких рулонов, каждый весом 135 кг, а её общий вес — пять тонн. Ковёр доставляется к кинотеатру за четыре дня до церемонии на двух больших грузовиках. Чтобы расстелить дорожку, соединить между собой её части, скрыть стыки и разровнять, требуются 21 человек и два дня работы. Сразу после окончания церемонии дорожку начинают убирать — на это уходит всего четыре часа. В другое время года в пик туристического сезона на несколько дней перед кинотеатром расстилается дублёр Красной дорожки, куда разрешается проходить для фотографирования. Эту вольность в Лос-Анджелесе стали допускать, следуя примеру устроителей Каннского фестиваля.
Большие статуи «Оскара» высотой от 2,5 до 8 метров и весом до 550 килограммов, устанавливаемые вдоль красной ковровой дорожки, делаются из стекловолокна, облицованного тонкими листами алюминия и покрытого специальной жёлтой краской, которая лучше смотрится в свете софитов, чем золотая.

## Критика
Несмотря на известность премии «Оскар» в кинематографическом мире, её политика и выбор неоднократно подвергались критике. Отмечается, что мнение голосующих членов Академии не всегда можно назвать беспристрастным, так как с началом сезона голосования они подвергаются давлению со стороны кинокомпаний в виде активной рекламной кампании фильмов-претендентов.

### «Oscar bait» и жанровая предвзятость

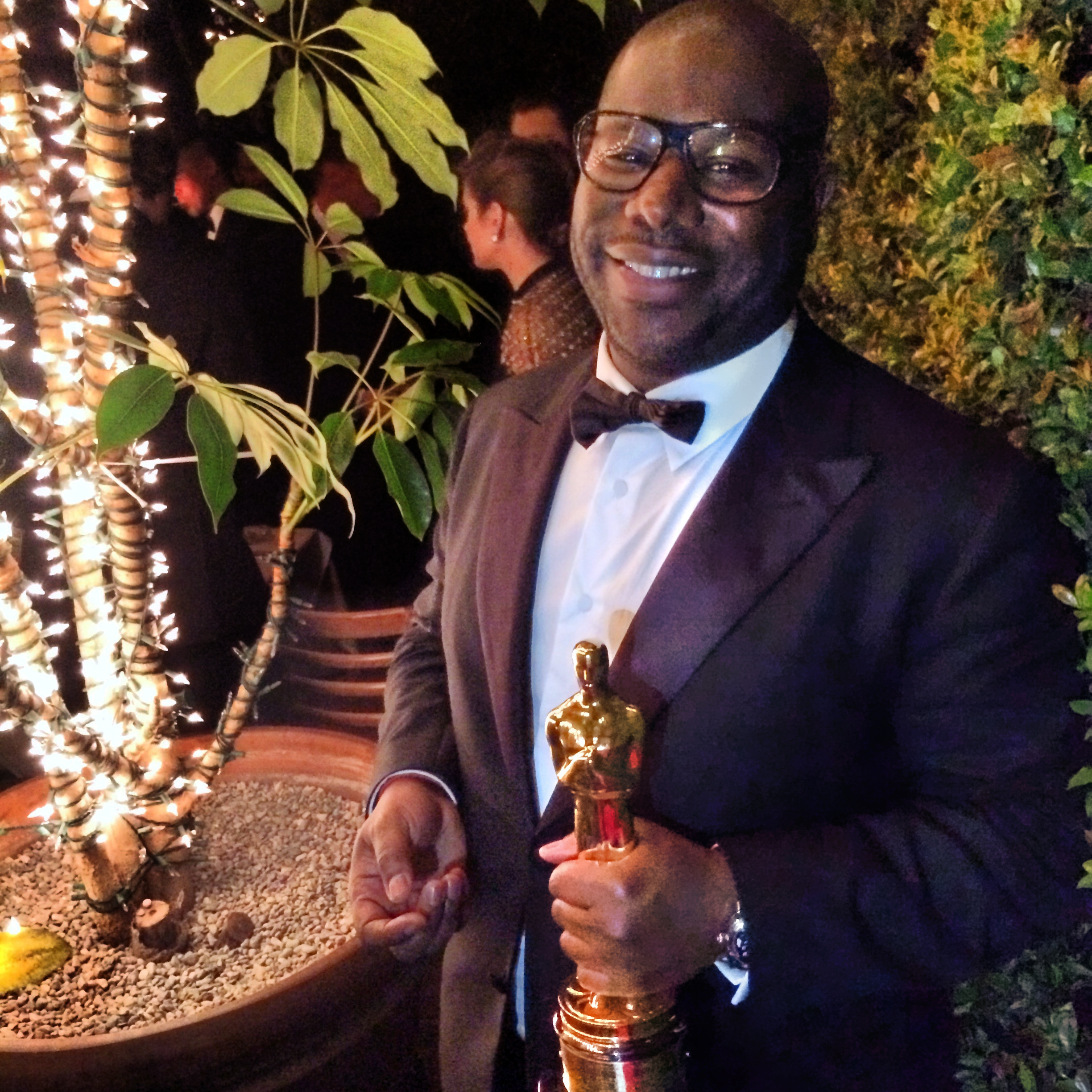
Режиссёр Стив Маккуин со статуэткой «Лучший фильм», полученной за «12 лет рабства». Несколько членов Академии признались, что голосовали за картину из-за её темы, даже не посмотрев фильм.

Часто отмечают, что Академия имеет ярко выраженные предпочтения по жанрам и темам. В связи с этим есть понятие oscar bait — фильм, снятый с расчётом на получение «Оскара». На главные «Оскары», особенно за лучший фильм, чаще всего номинируют фильмы в жанре драмы. По статистике, 89 % «лучших фильмов» и 85 % номинантов относятся к нему. Особенно часто награждают биографические драмы. Начиная с 2010 года восемь «лучших фильмов» были основаны на биографиях и реальных событиях, в 2015 и 2016 году такие картины даже составляли половину номинантов на лучший фильм, а в 2019-м и 2021-м — более половины; актёров за такие фильмы тоже номинируют значительно чаще.
Картины же в таких жанрах как фантастика, ужасы, боевик, как правило, получают награды только за спецэффекты и иные технические достижения. Поэтому Академию часто обвиняют в предвзятом отношении к этим жанрам. Среди победителей в номинации «Лучший фильм» за всю историю только одно классическое фэнтези: «Властелин колец: Возвращение короля» и нет классических научно-фантастических фильмов (также в двух недавних победителях, «Форма воды» и «Всё везде и сразу», есть фантастические элементы). Приключенческие фильмы, боевики или вестерны не выигрывали «Лучший фильм» с 1992 по 2022 годы (исключением опять же стал «Всё, везде и сразу»). Исторические эпосы, такие как «Бен-Гур» и «Гладиатор», в прошлом часто получали «Оскары», но в XXI веке окончательно уступили лидерство драмам и биографиям. Комедии часто получали «Оскары» в середине XX века, но в конце XX-начале XXI века почти исчезли из претендентов на лучший фильм.
Академики отдают предпочтение фильмам, рассказывающим о социальных проблемах, правах меньшинств, расизме, исторических трагедиях. Так, в 2014 году двое членов Академии признались, что голосовали за картину «12 лет рабства» из-за её антирасистской темы, хотя сам фильм не видели. Холокост считается излюбленной темой Академии: 21 фильм об этой трагедии получил «Оскар», 25 картин были номинированы. В 2010-е годы часты стали награждения и номинации фильмов, затрагивающих тему жизни чернокожих, — картины «12 лет рабства», «Лунный свет» и «Зелёная книга» получили награду за лучший фильм, а супергеройский боевик «Чёрная пантера» неожиданно на неё был номинирован, хотя прежде ни один фильм в этом жанре такой чести не удостаивался.
Журнал The Hollywood Reporter в 2014 и 2015 годах провёл анонимные опросы членов Академии, по результатам которого установил, что большинство из них посмотрели не все номинированные фильмы, а некоторые — даже голосовали за картины, которые не посмотрели.

### Связь премии «Оскар» и кинопроката
Знаменитым меня сделал «Оскар», а не 17 лет работы в кино. Но «Оскар» не меняет вашу жизнь. Он лишь меняет людей и жизнь вокруг. Просто после этого вы уже не в силах оставаться прежним, потому что вокруг вас поменялось всё.
Специалисты отмечают снижающийся уровень требований к номинантам, а также то, что финансовые показатели проката фильма оказывают влияние на голоса членов Академии. Победители и номинанты становятся калифами на час и не имеют вневременной ценности. Картины, которые должны быть отмечены вниманием Академии благодаря художественным достоинствам, оказываются незаслуженно забытыми. Для фильма получение «Оскара», как правило, приносит значительные прибыли. Выбор Академии имеет большое значение для прокатной судьбы картины, а также последующих продаж на DVD/Blu-ray — победа может означать разницу между прибылью и банкротством. После признания «Артиста» лучшим фильмом, количество проданных билетов возросло на 41 %. Прокатный успех картины «Жизнь Пи» (около $593 млн), с весьма необычным сюжетом на грани артхауса, специалисты прямо связывают с успехами в гонке за «Оскарами». По оценке Айры Калб (CBS), цена победы в номинации «Лучший фильм» — это в среднем около $14 млн дополнительной выручки фильма. После получения фильмом «Влюблённый Шекспир» главной награды его кассовые сборы возросли ещё на 100 млн долларов.
Аналитикам известно, что индикатором успеха в борьбе за «Оскар» является предваряющая церемония вручения «Золотого глобуса». Продюсер и журналист Майкл Сипли (англ. Michael Cieply) из New York Times назвал «Золотой глобус» — «маркетинговым инструментом». Рекламный бюджет фильмов, ориентированный только на «Оскар», с 2000-х годов исчисляется миллионами долларов. Маркетинговый бюджет лидеров номинаций 2013 года — картин «Линкольн» и «Операция „Арго“», ориентированный конкретно на получение «Оскара», оценивался в 10 млн долларов.
Влиятельный критик Роджер Эберт так писал об «Оскаре»:

Весь процесс выбора пристрастен и зависим от успеха картины. Аутсайдеры кассовых сборов редко номинируются и никогда не выигрывают. Я потерял веру в «Оскар» в тот же год, когда стал критиком — в год, когда не выиграли «Бонни и Клайд»
Оригинальный текст (англ.)The entire selection process is biased toward a kind of applause for success. A box-office loser will very rarely get nominated and will never win. I lost faith in the Oscars the first year I was a movie critic — the year that Bonnie and Clyde didn't win.
— интервью журналу Playboy 

## Рекорды премии

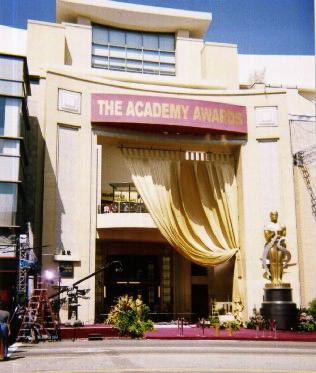
Вход в кинотеатр «Kodak Theatre».

- Больше всего номинаций на «Оскар» — 14 — получили фильмы «Всё о Еве» (1950), «Титаник» (1997) и «Ла-Ла Ленд» (2016). Драма «Кто боится Вирджинии Вульф?» (1966) получила 13 номинаций на «Оскар» из 13 возможных, но победила только в пяти. Также 13 раз были номинированы фильмы «Властелин колец: Братство кольца» (2001, победил в 4), «Загадочная история Бенджамина Баттона» (2008, победил в 3), «Форма воды» (2017, победил в 4), «Оппенгеймер» (2023, победил в 7) и «Эмилия Перес» (2024, победил в 2). 12 номинаций получили фильм «Список Шиндлера» (1993), выигравший семь «Оскаров», фильм «Выживший», одержавший победу в трёх категориях (в частности, за главную роль Леонардо Ди Каприо удостоен своей первой премии в номинации «Лучшая мужская роль»), и фильм «Власть пса», выигравший одного «Оскара».
- Рекорд по количеству номинаций на «Оскар» принадлежит Уолту Диснею — он претендовал на него 59 раз и выиграл 26 статуэток. Второе место с 53 номинациями занимает композитор Джон Уильямс (выиграл 5 раз), третье с 45 номинациями — Альфред Ньюман (выиграл 9 раз).
- Из актрис на «Оскар» номинировалась чаще всех Мерил Стрип — 21 раз (17 — за главные роли, 4 раза — за роли второго плана), 3 из которых принесли ей победу.
- У актёров подобный рекорд принадлежит Джеку Николсону — 12 раз (8 — за главные роли, 4 раза — за роли второго плана), 3 из которых принесли ему победу.
- Только 5 актёров номинировались на «Оскар» в течение пяти десятилетий — Кэтрин Хепбёрн, Пол Ньюман, Мерил Стрип (подряд), Роберт Де Ниро и Фрэнсис МакДорманд (подряд).
- Единственный композитор, номинировавшийся на «Оскар» за лучшую музыку и за лучшую песню в течение семи десятилетий подряд (с 1960-х по 2020-е годы), — Джон Уильямс.
- Только три фильма удостоились «Большой пятёрки „Оскаров“» (за лучший фильм, лучшую режиссуру, лучшую мужскую роль, лучшую женскую роль и лучший сценарий (оригинальный или адаптированный)) — «Это случилось однажды ночью» (1934), «Пролетая над гнездом кукушки» (1975) и «Молчание ягнят» (1991).
- «Бен-Гур» (1959), «Титаник» (1997) и «Властелин колец: Возвращение короля» (2003) получили больше всего «Оскаров» — 11. Десять «Оскаров» получила «Вестсайдская история» (1961), девять — «Жижи» (1958), «Последний император» (1987) и «Английский пациент» (1996), восемь — «Унесённые ветром» (1939), «Отныне и во веки веков» (1953), «В порту» (1954), «Моя прекрасная леди» (1964), «Кабаре» (1972), «Ганди» (1982), «Амадей» (1984) и «Миллионер из трущоб» (2008).
- Единственный фильм, наряду с «Оскаром» получивший «Золотую малину»: «Уолл-стрит» (1987) — «Оскар» за лучшую мужскую роль (Майкл Дуглас) и «Золотая малина» за худшую женскую роль второго плана (Дэрил Ханна).
- Четыре раза награждался «Оскаром» за лучшую режиссуру Джон Форд, по три раза Фрэнк Капра (четвёртый «Оскар» за лучший фильм он получил как продюсер) и Уильям Уайлер.
- Из актёров больше всех «Оскаров» получили Кэтрин Хепбёрн (4 — как «Лучшая актриса»), Уолтер Бреннан (3 — как «Лучший актёр второго плана»), Дэниэл Дэй-Льюис (3 — как «Лучший актёр»), Фрэнсис Макдорманд (3 — как «Лучшая актриса»), Ингрид Бергман (2 — как «Лучшая актриса», 1 — как «Лучшая актриса второго плана»), Джек Николсон (2 — как «Лучший актёр», 1 — как «Лучший актёр второго плана») и Мерил Стрип (2 — как «Лучшая актриса», 1 — как «Лучшая актриса второго плана»).
- Три актёра, которые получили «Оскар» два года подряд: Спенсер Трейси (1938, 1939), Том Хэнкс (1994, 1995) — оба за лучшую мужскую роль и Джейсон Робардс (1977, 1978) — за лучшую мужскую роль второго плана.
- У актрис подобные рекорды принадлежат Луизе Райнер (1937, 1938) и Кэтрин Хепбёрн (1968, 1969) — обе за лучшую женскую роль.
- Рекордное число раз (18) церемонию вручения «Оскара» вёл известный американский комик Боб Хоуп.
- Из ныне живущих людей наибольшим количеством «Оскаров» обладает композитор Алан Менкен, удостоенный восьми статуэток (при 19 номинациях).
- В 2009 году актриса Сандра Буллок поставила своеобразный рекорд: она была признана худшей актрисой за фильм «Всё о Стиве» (получила «Золотую малину») и лучшей актрисой за фильм «Невидимая сторона» (получила первый в её карьере «Оскар»).
- В 2019 году Леди Гага стала первой женщиной, которая получила номинации в категориях «Лучшая актриса» и «Лучшая оригинальная песня» за работу над одним фильмом («Звезда родилась»).
- В 2025 году Шон Бейкер стал первым человеком, получившим индивидуально четыре «Оскара» за работу над одним фильмом[комм. 1] («Анора»): за лучший фильм, лучшую режиссуру, лучший оригинальный сценарий и лучший монтаж, а также одним из двух лауреатов (наряду с Уолтом Диснеем) с наибольшим количеством индивидуальных побед за один год.

## Комментарии
1. ↑  За фильм «Паразиты» Пон Джун Хо также получил четыре «Оскара», но, по правилам Академии, один из них — за лучший фильм на иностранном языке — считается коллективной наградой для страны, представившей фильм, режиссёра и творческой группы фильма в целом.